# 福音同盟会
福音同盟会（ふくいんどうめいかい）は、万国福音同盟会の教理基準9ヶ条にのっとり、明治時代に設立された日本のプロテスタント各派の協力機関である。大日本福音同盟会とも言う。
1872年（明治5年）に万国福音同盟会の精神により、日本基督公会（現・日本キリスト教会横浜海岸教会）が設立される。1874年に横浜宣教師会議により、日本支部が結成され、1884年までは宣教師の協力、親睦のために日本年会が開かれていた。
1878年（明治11年）の基督教信徒大親睦会は、1885年（明治18年）京都での大親睦会で福音同盟会と改称され、組織化し、万国福音同盟会に加盟することになった。これ以降、1890年代の国粋的反動時代もプロテスタントの各派の結束のために用いられた。
二十世紀大挙伝道や『讃美歌』の編纂などで成果を残す。
1906年（明治39年）の大会で教会合同の促進を決議し、解散することになり、1911年（明治44年）に日本基督教会同盟という各派団体を構成員とする組織になり。これが、のちに日本基督教連盟、やがては日本基督教団へと発展していくことになる。